# درنووتسی (کوسیریچ)
درنووتسی (به صربی: Drenovci) یک منطقهٔ مسکونی در صربستان است که در کوسیریچ واقع شده‌است. درنووتسی ۳۹۵ نفر جمعیت دارد.